# ¿Por qué cruzó el pollo la carretera?
¿Por qué cruzó el pollo la carretera? (Why did the chicken cross the road? en inglés) es un chiste de la cultura popular angloparlante. El chiste en sí es un claro ejemplo de antihumor, puesto que a modo de adivinanza, la respuesta es "para ir al otro lado" siendo un final inesperado para el receptor, el cual recibe una respuesta simple en lugar de otra menos obvia e ilógica como en los demás chistes.
A lo largo de los años, la ocurrencia se ha convertido en un símbolo del humor como ejemplo de la "respuesta que todo el mundo debería conocer" ante esta pregunta, cuyo contenido ha sido modificado en varias ocasiones dependiendo del contexto.

## Historia y contexto

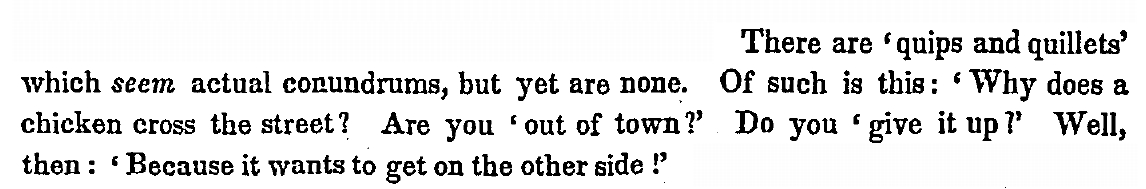
Versión de 1847 del chiste en el Knickerbocker

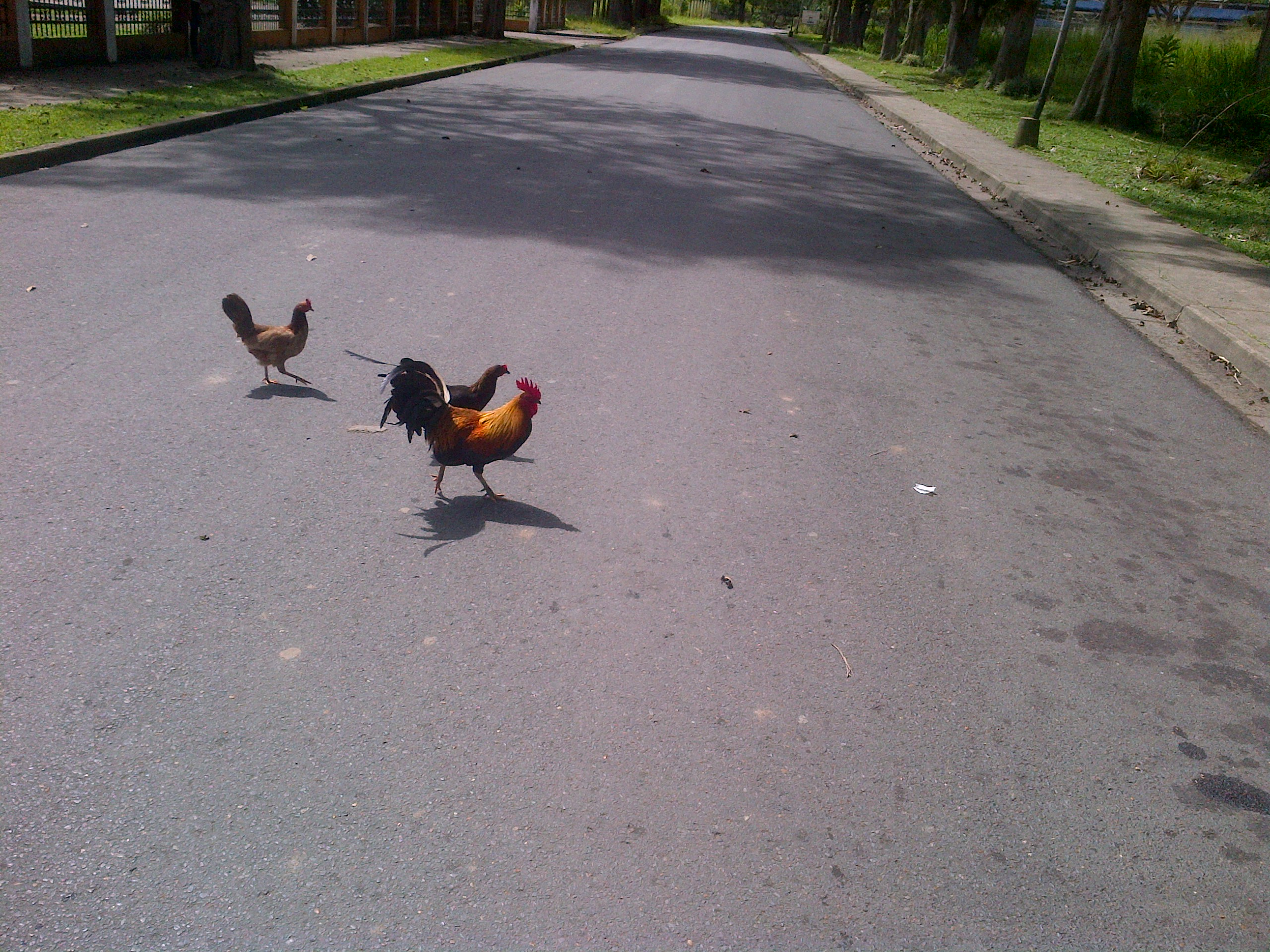
Dos gallinas y un gallo cruzando la calle

El chiste apareció por primera vez a modo de adivinanza en la revista mensual The Knickerbocker en el año 1847. Fue publicado bajo esta cita:

Existen algunas "ocurrencias y triquiñuelas" que en apariencia son presentados como acertijos, aunque en realidad no lo son. Por ejemplo: "¿Por qué cruzó el pollo la carretera?"... ¿no lo sabes? ¿te rindes?... Pues "porque quería ir al otro lado"

En 1890 empezó a cobrar popularidad después de otra variante del mismo en el Potter's American Monthly:

¿Por qué el pollo no debería cruzar la carretera? Porque sentaría un mal precedente.

El chiste pierde todo su sentido al momento de traducirlo del idioma original: 

Why should not a chicken cross the road? It would be a fowl proceeding.

La respuesta es un juego de palabras intraducible en el que "foul" significa "falta" o "agravio" (dependiendo del contexto) y "fowl" es un vocablo homófono en inglés que designa a las aves de corral. 
En este caso la respuesta al chiste debería ser "porque se montaría un buen pollo", coloquialismo de "jaleo" o "controversia".

## Variaciones
Existen varias diferencias del chiste dependiendo de la respuesta que se le quiera dar, por ejemplo: "[cruzó] porque en paralelo tenía que caminar el doble". En ocasiones se sustituye el animal por otro, por ejemplo un pavo o un pato para decir que "el pollo tenía el "día libre"" o "para demostrar que no es un gallina" (en alusión a la cobardía). Inclusive un dinosaurio "porque en aquel entonces no existían los pollos". 
Otras versiones del mismo chiste sustituyen la respuesta final por otra: "Por qué el pollo cruzó el parque? Para columpiarse" o "Por qué la ballena cruzó el océano? Porque quería ir a la otra orilla". En ocasiones depende del contexto: en el caso de cruzar una banda de Möbius iría al "mismo sitio". También existe una versión alternativa en el que el chiste es un eufemismo para referirse a la muerte en el que el pollo es un suicida que pretende cruzar la carretera (como método) para ir al otro lado en alusión al "otro barrio".